# Johanneser Bergwiesen
Die Johanneser Bergwiesen sind ein Naturschutzgebiet in der niedersächsischen Bergstadt Clausthal-Zellerfeld (Ortsteile Zellerfeld und Wildemann) im Landkreis Goslar.
Das Naturschutzgebiet mit dem Kennzeichen NSG BR 111 ist 12 Hektar groß. Es liegt südöstlich von Wildemann im Naturpark Harz und stellt den Wiesenkomplex des ehemaligen Johanneser Kurhauses beim Haus Sachsener Schacht unter Schutz, welcher von für den Harz typischen Borstgrasrasen geprägt wird. Die Wiesen, welche auf einer schwach nördlich geneigten Hochfläche am Hohen Berg liegen und von Wald umgeben sind, sind aus einer extensiven landwirtschaftlichen Nutzung hervorgegangen. Sie werden heute als einschürige montane Mähwiesen genutzt und bieten Lebensraum für zahlreiche schutzbedürftiger Pflanzen, darunter Bärwurz, Gewöhnliche Goldrute und Wiesenglockenblume. Die Wiesen sind u. a. auch Lebensraum für bodenbrütende Vögel.
Durch das Naturschutzgebiet verlaufen zwei von Ahorn und Linden eingefasste Wege, die betreten werden dürfen.
Das Gebiet steht seit dem 3. April 1991 unter Naturschutz. Zuständige untere Naturschutzbehörde ist der Landkreis Goslar.